# K2 + 1
K2 + 1 è una serie televisiva in sette episodi diretta da Luciano Emmer, co-prodotta dalla Rai e dalla tedesca ZDF e trasmessa tra il 27 luglio e il 15 settembre del 1971 sul Programma Nazionale per i primi sei episodi e sul Secondo Programma per il settimo e ultimo episodio.

## Trama
Di genere commedia gialla, la serie è incentrata sulle vicissitudini di Alberto, un manager di due cantanti, Judy e Kathy, sorelle gemelle (della prima è inoltre fidanzato) che, facendo leva sulla loro somiglianza, fascino e astuzia, hanno però l'attitudine a finire spesso e volentieri nei guai. Ciascun episodio è ambientato in una città diversa.

## Produzione
Interpretata da Johnny Dorelli e da Alice ed Ellen Kessler, andava in onda ogni martedì sera alle 21:15 tranne l'ultimo, andato in onda il mercoledì della settimana successiva poiché il settimo martedì precedente andò in onda la prima puntata dello sceneggiato E le stelle stanno a guardare. Venne girata a colori su pellicola cinematografica poiché la televisione tedesca trasmetteva già col sistema PAL da quattro anni; in Italia lo si vide in bianco e nero per la prima visione e a colori nelle repliche successive al 1977.
Il titolo della serie significa "Kessler 2 + 1", dove l'1 fa riferimento al personaggio interpretato da Dorelli. Alla ZDF la prima visione avvenne cinque mesi prima, dal 27 febbraio al 14 agosto 1971, con il titolo Die diebischen Zwilinge (in italiano Le gemelle ladre). Gli episodi vennero trasmessi una volta al mese e in ordine diverso rispetto alla trasmissione in Italia.
Nel 2004 i sette episodi furono ripresentati in sala cinematografica come evento speciale fuori concorso alla 22ª edizione del Torino Film Festival.

## Casting
Nei sette episodi del telefilm recitano diversi altri attori, tra i quali Fulvio Mingozzi nel primo episodio, Steffen Zacharias e Abul Kalam Shamsuddin nel secondo, Enzo Garinei, Antonio La Raina, Bianca Maria Roccatani e Valeria Sabel nel terzo, Dina Perbellini e Richard Dunne nel quarto, Goffredo Alessandrini e Daniela Caroli nel quinto, Riccardo Paladini nel sesto, Giuliana Rivera, Paolo Giusti e un ventiquattrenne Michele Placido (al suo esordio assoluto come attore televisivo) nel settimo e ultimo episodio.

## Sigla
La sigla di apertura e di chiusura del telefilm è Somebody loves me, portata al successo dieci anni prima da Ray Conniff and The Singers, cantata da Johnny Dorelli e dalle gemelle Kessler.
Le musiche della serie, sigle comprese, erano di Bruno Guarnera, arrangiate da Pocho Gatti.

## Episodi
| Stagione       | Episodi | Prima TV originale |
| -------------- | ------- | ------------------ |
| Prima stagione | 7       | 1971               |

### Esplicative
1. ↑  Fascicoli del Radiocorriere Tv n. 30 del 25/7/1971 (primo epis.), n. 31 del 1/8 (secondo epis.), n. 32 dell'8/8 (terzo epis.), n. 33 del 15/8 (quarto epis.), n. 34 del 22/8 (quinto epis.), n. 35 del 29/8 (sesto epis.), n. 36 del 5/9 (non trasmesso) e n. 37 del 12/9/1971 (settimo epis.), tutti usciti in edicola.

### Riferimenti
1. ↑  (DE) Die diebischen Zwilinge - Guida agli episodi trasmessi dalla ZDF, su fernsehserien.de. URL consultato il 16 marzo 2022.
2. ↑   22° Torino Film Festival – Fuori concorso, evento speciale – K2 +1, su torinofilmfest.org. URL consultato il 22 dicembre 2020.